# Åke Axelsson (Natt och Dag)

Porträtt av Åke Axelsson Natt och Dag (1594-1655), oljmålning av David Klöcker Ehrenstrahl. Nationalmuseum, Gripsholmssamlingen.

Åke Axelsson (Natt och Dag), född i april 1594 på Göksholms slott i Stora Mellösa socken, död den 1 februari 1655 på Rinkesta i Ärla socken, var en svensk friherre, riksråd och riksmarskalk. Han var son till häradshövding Axel Johansson (Natt och Dag) till Göksholm, Traneberg och Kaflås samt Ingel Bonde.
Åke Axelsson gifte sig 1626 med friherrinnan Elsa Oxenstierna (död 1652), syster till rikskanslern Axel Oxenstierna, och gifte om sig med Anna  Cruus den 2 februari 1653 på Stockholms slott. Anna Cruus (död 1673) var hovjungfru och dotter till Jesper Cruus af Edeby och Ingeborg Ryning.
Åke Axelssons döttrar blev gifta med riksråden Claes Bielkenstierna, Knut Kurck, Carl Soop och Gustaf Larsson Sparre.

## Utbildning
Åke Axelsson skickades vid unga år till Uppsala universitet att studera under uppsikt av  Johannes Messenius. Han kom tidigt i tjänst hos olika medlemmar av kungafamiljen. Redan år 1612 kom han till hovet som kammarjunkare hos Gustav II Adolf. Kort därefter anträdde han en studieresa till Tyskland, varunder han 1614 disputerade i Tübingen, och utnämndes efter sin hemkomst samma år till hovråd hos hertig Karl Filip.
1621 utnämndes han till kammarråd. I kammaren fick han 1625 särskilt ansvar för den ordinarie staten med generalräntmästaren under sig. 1627 utnämndes han till ståthållare på Kalmar slott.  Som ståthållare i Kalmar mönstrade han bland annat trupper på väg till fronten i Preussen sommaren 1627. 

## Karriär
Nästa steg i karriären tog Åke Axelsson då han 1630 blev vice president och senare hovrättsråd i Svea hovrätt. Han var lantmarskalk för förhandlingarna i adelsståndet vid utskottsmötet 1631 och vid bägge mötena, i februari och november, 1632. År 1633 utnämndes han till riksråd. År 1634 erhöll han i uppdrag, att jämte Axel Oxenstierna, Herman Wrangel, Sten Svantesson Bielke och Johan Oxenstierna avhandla om fred eller stillestånd med Polen. Som riksråd tycks diplomaten Peter Smalze ha ivrat för ett snabbt fredsslut och Oxenstiernas snara återvändande till Sverige. Genom hans och Gabriel Oxenstiernas bemödanden stillades de oroligheter, vilka i flera landsorter uppstått i följd av småtullarnas inrättande. Åke Axelsson deltog som kommissarie i de i Preussen förda förhandlingarna med Polen 1634–1635, som ledde till stilleståndet i Stuhmsdorf. Han kritiserade då rikskanslerns politik och i förhandlingarna tillhörde han dem som strävade efter en uppgörelse, medan rikskanslern endast ville vinna tid för att kunna föra striden vidare. Sedan denne sänt ett brev med undervisande förmaningar till kommissarierna avbröt både Åke Axelsson och Per Brahe förolämpade all korrespondens med kanslern, som därmed ställdes utanför förhandlingarnas slutskede. Även under riksrådets diskussion hösten 1643 om politiken gentemot Danmark förespråkade han förhandlingar i polemik mot de riksråd som ivrade för en militär lösning.
Efter sin utnämning till rikskammarråd framhöll Åke Axelsson det dystra tillståndet i kammarstaten, vilket han ansåg krävde rikskanslerns personliga ingripande. I synnerhet klagade han över låg arbetstakt och liten initiativkraft i ämbetsverket. Han kritiserade även sina rådskollegers bristande arbetsinsatser. Inte heller Oxenstierna undgick Åke Axelssons kritik, som bland annat gick ut på att kanslern inte tog hänsyn till rådets svårigheter att fa fram pengar till kriget.
1642 hade Åke Axelsson haft till uppgift att hos drottning Kristina föra fram kurfursten Fredrik Wilhelms av Brandenburg planer på ett äktenskap med henne och året därpå erhöll han posten som riksmarskalk. 1651 avsattes han och ersattes av Magnus Gabriel De la Gardie. Även om avskedsbrevet hänvisar till Åke Axelssons eget tal om sin "svaghet och kropps indisposition" är det ingen tvekan om att han bryskt avskedades av drottningen. Samtida uppgifter i Johan Ekeblads brev talar om att Åke Axelsson var ytterst missnöjd med avskedandet.
Från 1644 var han lagman i Närke och från 1647 blev han även häradshövding på Gotland. Åke Axelsson innehade länge lagmansämbetet i Närke och uppbar som lön under tiden som vice president i Svea hovrätt häradshövdingeräntorna från flera härader samt senare från Gotland.

## Riksmarskalk och friherrlig värdighet
Åren 1643–1651 innehade han riksmarskalksämbetet. Han upphöjdes 1652 till friherre av Ijo i Österbotten och erhöll 1652 friherrlig värdighet med Ijo i Österbotten till friherreskap. På hans nummer upphöjdes även två brorsöner till friherrar 1652 men slöt själva sina ätter 1660, respektive 1664.

## Eftermälen
Åke Axelsson spelade indirekt en roll i den kanske mest omtalade skandalen vid mitten av 1600-talet. På hans hustrus, Elsa Oxenstiernas, begravning 1652 råkade riksjägmästaren Gabriel Oxenstierna, drottning Kristinas hovmarskalk, och assessorn i bergskollegiet Clas Nilsson Stiernsköld i slagsmål, en skandal som lämnade spår i riksrådsprotokollen många år därefter.

## Godsägare
Åke Axelsson skrev sig på 1620-talet till fädernearvet Göksholms slott och senast 1631 till Göksholm och hans första hustrus arvegods Rinkesta i Ärla i Södermanland. Förutom dessa ägde han gods i flera andra landskap. 1625 erhöll han också av kungen en tomt på Riddarholmen i Stockholm, där han lät uppföra ett hus, och han ägde också hus i Staden mellan broarna  i Stockholm.
Som friherreskap fick Åke Axelsson 147 1/3 mantal i Ijo socken i Österbotten. Åke Axelssons namn fortlever i namnet på säteriet Åkeshov i Bromma i Stockholm. Han lät bland annat uppföra Åkeshovs slott i Bromma församling under 1600-talets mitt som var ett av de största godsen väster om Stockholm vid denna tid. Åren 1635–1655 var han gift 1626 med Elsa Oxenstierna, syster till rikskanslern Axel Oxenstierna, och omgift 1653 med Anna Cruus. Åren 1655–1662 var hans dotter Barbro (död 1680) ägare till Åkeshovs slott. Hon gifte 1643 sig med amiral, friherre Claes Bielkenstierna. Efter Claes Bielkenstiernas död 1652 var deras dotter friherrinnan Christina Claesdotter Bielkenstierna (1645–1716) under åren 1662-1690 ägare till Åkeshovs slott. Hon ärvde godset 1662, men förlorade det 1690 genom reduktion till Kronan.
Åke Axelsson tycks ha stått Axel Oxenstierna nära, såväl som dennes myndling som senare i livet. Banden dem emellan stärktes genom Åke Axelssons ingifte i släkten. Detta hindrade dock inte att de ofta hamnade på olika sidor i de politiska frågorna, främst i utrikespolitiken.